# Dixmont (Yonne)
Dixmont és un municipi francès, situat al departament del Yonne i a la regió de Borgonya - Franc Comtat. L'any 2007 tenia 899 habitants.

## Demografia

### Població
El 2007 la població de fet de Dixmont era de 899 persones. Hi havia 344 famílies, de les quals 92 eren unipersonals (48 homes vivint sols i 44 dones vivint soles), 136 parelles sense fills, 112 parelles amb fills i 4 famílies monoparentals amb fills.
La població ha evolucionat segons el següent gràfic:
Habitants censats

### Habitatges
El 2007 hi havia 591 habitatges, 364 eren l'habitatge principal de la família, 189 eren segones residències i 38 estaven desocupats. 577 eren cases i 10 eren apartaments. Dels 364 habitatges principals, 313 estaven ocupats pels seus propietaris, 39 estaven llogats i ocupats pels llogaters i 12 estaven cedits a títol gratuït; 2 tenien una cambra, 24 en tenien dues, 60 en tenien tres, 94 en tenien quatre i 184 en tenien cinc o més. 244 habitatges disposaven pel capbaix d'una plaça de pàrquing. A 170 habitatges hi havia un automòbil i a 170 n'hi havia dos o més.

### Piràmide de població
La piràmide de població per edats i sexe el 2009 era:
| Homes | Edats   | Dones |
| ----- | ------- | ----- |
| 0     | 95 o +  | 4     |
| 0     | 90 a 94 | 4     |
| 4     | 85 a 89 | 12    |
| 0     | 80 a 84 | 0     |
| 12    | 75 a 79 | 12    |
| 24    | 70 a 74 | 24    |
| 24    | 65 a 69 | 24    |
| 32    | 60 a 64 | 36    |
| 16    | 55 a 59 | 12    |
| 24    | 50 a 54 | 28    |
| 24    | 45 a 49 | 40    |
| 32    | 40 a 44 | 16    |
| 40    | 35 a 39 | 24    |
| 24    | 30 a 34 | 32    |
| 16    | 25 a 29 | 20    |
| 12    | 20 a 24 | 8     |
| 48    | 15 a 19 | 32    |
| 16    | 10 a 14 | 40    |
| 20    | 5 a 9   | 44    |
| 28    | 0 a 4   | 12    |

## Economia
El 2007 la població en edat de treballar era de 554 persones, 388 eren actives i 166 eren inactives. De les 388 persones actives 353 estaven ocupades (199 homes i 154 dones) i 35 estaven aturades (17 homes i 18 dones). De les 166 persones inactives 72 estaven jubilades, 33 estaven estudiant i 61 estaven classificades com a «altres inactius».

### Ingressos
El 2009 a Dixmont hi havia 373 unitats fiscals que integraven 919 persones, la mediana anual d'ingressos fiscals per persona era de 17.220 €.

### Activitats econòmiques
Dels 18 establiments que hi havia el 2007, 2 eren d'empreses de fabricació d'altres productes industrials, 7 d'empreses de construcció, 1 d'una empresa de comerç i reparació d'automòbils, 2 d'empreses de transport, 1 d'una empresa d'hostatgeria i restauració, 1 d'una empresa d'informació i comunicació i 4 d'empreses de serveis.
Dels 6 establiments de servei als particulars que hi havia el 2009, 3 eren paletes, 2 lampisteries i 1 restaurant.
Dels 2 establiments comercials que hi havia el 2009, 1 era una botiga de menys de 120 m² i 1 una sabateria.
L'any 2000 a Dixmont hi havia 28 explotacions agrícoles que ocupaven un total de 1.720 hectàrees.

## Equipaments sanitaris i escolars
El 2009 hi havia una escola elemental integrada dins d'un grup escolar amb les comunes properes formant una escola dispersa.

## Poblacions properes
El següent diagrama mostra les poblacions més properes.